# Ellen Müller-Preis
Ellen Müller-Preis (født 6. maj 1912 i Berlin, død 18. november 2007 i Wien) var en østrigsk fægter som deltog i de olympiske lege 1932 i Los Angeles, 1936 i Berlin og 1948 i London. 
Preis blev olympisk mester i fægtning under OL 1932 i Los Angeles. Hun vandt den individuelle konkurrence i fleuret foran britiske Heather Guinness og Erna Bogen fra Ungarn.